# Force Majeure (Tangerine-Dream-Album)
Force Majeure (deutsch Höhere Gewalt) ist das zwölfte Musikalbum der deutschen Musikformation Tangerine Dream. Es erschien im Jahr 1979 ursprünglich als LP auf durchsichtigem Vinyl bei Virgin Records mit der Kennnummer V 2111 und im Jahr 1984 zum ersten Mal als Compact Disc.

## Allgemeines
Ausgehend von Stratosfear belegt Force Majeure die weitere Entwicklung der Band zum melodischeren Sound der 1980er Jahre, der im Gegensatz zu den 1970er Jahren der Berliner Schule auf einer stärkeren Präsenz der Gitarren und der Rhythmusinstrumente beruhte. Bestimmte musikalische Folgen standen hierbei bereits ganz in der Tradition des Progressive Rock.

## Entstehung und Stil
Nachdem Steve Jolliffe die Gruppe verlassen hatte, nahmen im Sommer 1978 Edgar Froese und Christopher Franke das Album Force Majeure in Berlin ohne ihn auf. Das Album entstand in 7 Wochen. Klaus Krüger saß wieder am Schlagzeug, verließ die Band aber nach den Aufnahmen, um mit Iggy Pop in New York zu arbeiten. Als weiterer Gastmusiker ist Eduard Meyer am Cello zu hören.
Die Musik fußt nach wie vor auf Rock mit Froeses Gitarre und Krügers Schlagzeug im Vordergrund, entwickelt sich jedoch allmählich weiter und endet mit der Klangkulisse einer halsbrecherischen Fahrt in der Londoner U-Bahn.
Der 18 Minuten lange, einleitende Titelsong "Force Majeure" ist zwar ständig am Nomadisieren, aber dennoch unfehlbar melodisch. Es handelt sich hierbei um eine Folge unterschiedlicher musikalischer Themen, die über Brücken nahtlos ineinander übergehen. In seiner enormen Bandbreite überdeckt er so unterschiedliche Stilrichtungen wie Space Rock, bombastischen Arena-Rock bis hin zu eisigem Kraftwerk-Minimalismus und Synthiepop – ohne je eine Sekunde zu verschenken.
Mit "Cloudburst Flight" – eröffnet von einem intensiven Gitarrensolo Edgar Froeses – enthält das Album einen der besten Titel, der von Tangerine Dream jemals komponiert wurde. Er fand Verwendung als Erkennungsmelodie der Wettervorhersage beim Italienischen Fernsehsender RAI.
Der Schlusstitel "Thru Metamorphic Rocks" beginnt mit Krügers ungeduldiger Schlagzeugsequenz, die Froeses Gitarre förmlich zu orkanartiger Gewalt anstachelt – ehe nach knapp 5 Minuten ein spektakulärer Richtungswechsel einsetzt und die Band dann laufend die Spannung bis zum hypnotischen Finale erhöht. Das Eingangsthema hört sich bereits nach einem Albenabschluss an, verdriftet aber sodann zu einem hypnotischen Stück, das auf einem dauerhaften Hintergrund pulsierender Synthesizer, prozessierter Schlagzeugsequenzen, verschiedener Soundeffekte und weiterer Keyboards aufbaut, um nach 14 Minuten schließlich langsam auszublenden.
Die Verzerrung der Bass-Sequenz wurde von einem ausgebrannten Transistor im Mischpult verursacht. Der Band gefiel jedoch das Ergebnis und behielt die Aufnahme.

## Überarbeitungen und Editionen
Neu gemischte Auszüge der Titel "Force Majeure" und "Cloudburst Flight" fanden als "Lana" beziehungsweise "Guido The Killer Pimp" im Soundtrack des Films Risky Business Verwendung. "Thru Metamorphic Rocks" erschien als "Igneous" im Film Thief. Eine völlig neu überarbeitete Version des Albums wurde 2003 live eingespielt und fand später dergestalt Eingang als "Meta Morph Magic" ins Album DM 4.
Im Jahr 1991 führte Christopher Franke den Titel "Cloudburst Flight" als Teil seines Solokonzerts in London auf.
Die CD-Cover der Ausgaben UK 1984 und Europa 1995 sind nur leicht voneinander abgewandelt, wohingegen die Ausgabe der Vereinigten Staaten des Jahres 1995 einen völlig anders gearteten Entwurf benutzt.
Im Jahr 2012 erschien das Album als Teil der CD-Sammlung The Virgin Years 1977–1983 mit leicht abgewandelten Laufzeiten der einzelnen Titel (Gesamtspielzeit CD 39 Minuten 54 Sekunden, CD-Sammlung 40 Minuten 18 Sekunden).

## Platzierung
Force Majeure hat sich im Vereinigten Königreich als viertbestes Tangerine Dream-Album verkauft. Es erreichte Platz No. 26 und war 7 Wochen in der Hitliste vertreten.

## Titelliste
- Geschrieben von Christopher Franke und Edgar Froese. In Klammern die deutsche Übersetzung der Titel:

1. Force Majeure (Höhere Gewalt) – 18:17 (CD 18:18, CD-Sammlung 18:20)
2. Cloudburst Flight (Flug durch den Wolkenbruch) – 7:27 (CD 7:21, CD-Sammlung 7:28)
3. Thru Metamorphic Rocks (Durch metamorphes Gestein) – 14:30 (CD 14:15, CD-Sammlung 14:30)

## Besetzung
- Edgar Froese – Keyboard, E-Gitarre, akustische Gitarre und Effekte
- Christopher Franke – Keyboard, Synthesizer
- Klaus Krüger – Schlagzeug
- Eduard Meyer – Cello

## Produktion
- produziert von Christopher Franke und Edgar Froese
- Mischung durch Hansa Studios in Berlin
- Cover-Entwurf von Monica Froese
- Arrangement durch Eduard Meyer.